# HTX Skjern
Gymnasiet HTX Skjern er en uddannelsesinstitution i Skjern og er sammen med Skjern Tekniske Skole, VUC Ringkøbing-Skjern, Kompetencegruppen og SprogcenterSyd en del af Uddannelsescenter Ringkøbing-Skjern.
Der er på nuværende tidspunkt 25 lærere og 260 elever.
Gymnasiet HTX Skjern udbyder følgende studieretninger
- Naturvidenskabelig linje
- Teknologisk linje
- Bioteknologisk linje
- Kommunikations linje